# ドラゴンヘッド
『ドラゴンヘッド』は、望月峯太郎による日本の漫画作品。また、それを原作とした2003年の実写映画を指す。『週刊ヤングマガジン』（講談社）にて1994年40号から2000年2号まで連載された。
1997年、第21回講談社漫画賞一般部門受賞。2014年10月時点で累計発行部数は650万部を突破している。

## あらすじ
修学旅行の帰途、突如発生した大地震により、主人公・青木照（テル）らの乗車していた新幹線は浜松付近のトンネルで脱線事故を起こしてしまう。出入り口は崩壊し、外界と完全に遮断されたトンネル内で、3人の生存者（テル・アコ・ノブオ）は救助の可能性に望みをかけて絶望的な状況を生きのびる術を模索する。
死と表裏一体の極限状態に追い込まれた少年達の苦悩とそれに伴う狂気と暴力、富士山の大噴火による、大災害で荒廃した世界を背景に人間の本質と「究極の恐怖」を描く。

## 登場人物
ここでは原作の設定について記述する。
テル / 青木 照（あおき てる）
主人公の中学生。地震発生時は生活指導のミニラに叱られ、不貞腐れながらウォークマンを聞いていた。北東側に火柱が上がっているのを確認した直後に地震が発生し意識を失うが、一命を取り留める。その後アコやノブオに出会い、閉じ込められたトンネル内で生活する術や通気口を探索し、脱出口を発見したが、余震によりトンネルが崩れかけたため、発狂したノブオを置いてアコとともに脱出に成功するも外は一面荒廃していた。そこでテルはアコとともに東京へ向かうことを決意する。
アコ / 瀬戸 憧子（せと あこ）
テルと同級生の女子。地震発生時は熟睡していた。交通事故により両親を失っており、親戚に引き取られている模様。テルが通気口を捜索している間に寝ていた彼女は、ノブオによって服を脱がされ、体中に模様を描かれるなど悲惨な扱いを受けるが、テルとともに何とかトンネルから脱出する。ナルコレプシーと思われる描写がある。
ノブオ / 高橋 ノブオ（たかはし のぶお）
テルと同級生の男子。元々いじめられていたせいか、挙動不審な所がある。地震発生時はトイレにいたため難を逃れる。出入り口が塞がれ、暗闇に覆われたトンネル内で次第に正気を失い始め、自分の体に化粧道具で模様を描き、ミニラの遺体を祭り上げ、熟睡したアコに対して同じように模様を描くなど、異常な行動を取るようになる。そして自らを神格化し、その様子を見て憤慨したテルにも襲い掛かり負傷させる。テルやアコらとともに逃げようとするが、トンネルの崩壊に巻き込まれる。その後は生死不明。
橋本
ラジオの呼びかけに応じて東京へ向かっている少年少女グループの1人で16歳の少年。ラジオから様々な噂が流れてき、それが真実なのか確かめるために東京に向かうと言う。意識を取り戻したテルをガスマスクを付けて詰問しからかう。ガスマスクは街を出る時にミリタリーショップから取ってきたもの。
美川（よしかわ）
ラジオの呼びかけに応じて東京へ向かっている少年少女グループの1人で16歳の少女。橋本と彼女の他に15歳の少年が2人おり行動をともにしており、彼らは地元の仲間。グループのメンバーが奇怪な儀式を行なっている中で、その状況をテルやアコに説明していた。テルとアコが自分たちとは別行動を取ることが分かると食料や服に靴（NIKE）、ガスマスクを与え、東京で会うかもしれないことを告げる。
仁村（にむら）
陸上自衛隊中部方面隊所属の自衛官。刹那的で世の中を斜めに見ている。地震発生後、所属部隊とともにヘリで富士方面へ向かっていたが、静岡付近で仁村の搭乗したヘリだけ離脱。廃墟に降り、そこでテルを発見。退屈な状況に飽きた仁村は狩りと称し、テルとアコに襲いかかる。自衛官であるがゆえ、銃火器を多数持ち出し、所持している。両耳にピアスを付けており、アディダスの靴を履いている。
岩田（いわた）
陸上自衛隊中部方面隊所属の隊員。ヘリを操縦・整備することが出来、仁村に命令されて部隊から離脱した。最初は仁村に従っていたが、身勝手な態度や行動に失望し、反発するようになる。作中ではヘリで幾度も仲間の危機的状況から救う。眼鏡をかけている。
山崎（やまざき）
陸上自衛隊中部方面隊所属の隊員。仁村とともにテルたちを襲撃し、アコに乱暴しようとするが、返り討ちに遭い右手を負傷。逆上してアコを追い詰めるが、隙をつかれ立場が逆転する。アコを騙しヘリまで誘導すると、小銃を突きつけようとするが、岩田に取り上げられる。
大池（おおいけ）
陸上自衛隊中部方面隊所属の隊員。偵察に行った仁村を探していたところ、彼に襲撃されて豹変したテルと遭遇する。そのときテルは半裸状態で火炎瓶を持っているという状況だったため、不審に思った大池がそれを取り上げようとするが、テルと乱闘になる。
傷頭 / 菊地（きくち）
伊豆半島にいた、頭に手術痕のある男。うまく喋ることはできないが、アコに対して「りゅうず（龍頭）」と発するなど、この物語の重大なヒントを教える。
おばさん
地震当時、伊東市にいた中年女性。職業は国語の教師。津波から逃れ、内陸部にある自宅跡で息子の遺体などを捜索しており、アコと同じ年代の娘がいた。元々は医師の娘であり、病状や治療法などについて詳しい。壊滅した伊東市にて食料や医療品を捜索中、暴徒による襲撃を1度受けている。
暴徒
壊滅し、廃墟と化した伊東市に残る人々。役所の職員や消防隊員、警察官などから構成されている。やり方に反対する若者や力のない老人、女子供を市民センターに集め鍵をかけ焼き殺した。テルの破傷風の治療薬や、ヘリの燃料を回収するために街にやってきた仁村とアコを襲撃する。拳銃や猟銃、鈍器や刃物で武装している。
ミニラ
テル達の学校の生活指導教師で、ミニラとは生徒達の呼び名であり、名称はその顔立ちに由来する。竹刀を所持しており、暴力的な態度とやり方で生徒達を痛めつけて震え上がらせていたので、生徒達から忌み嫌われていた。トンネル崩落事故の際に死亡するが、特にノブオに深いトラウマを植え付けていたようで、死亡後には遺体を「儀式」と称して持ち込まれたり、八つ当たりで痛めつけられ、最終的には燃やされる。

## 書誌情報
- 望月峯太郎 『ドラゴンヘッド』 講談社〈ヤンマガKCスペシャル〉、全10巻
  1. 1995年3月6日初版発行（3月1日発売[2]）、ISBN 4-06-323519-X
  2. 1995年7月6日初版発行（7月3日発売[3]）、ISBN 4-06-323549-1
  3. 1996年5月8日初版発行（5月2日発売[4]）、ISBN 4-06-323597-1
  4. 1996年12月6日初版発行（12月4日発売[5]）、ISBN 4-06-336638-3
  5. 1997年8月6日初版発行（8月4日発売[6]）、ISBN 4-06-336680-4
  6. 1998年3月6日初版発行（3月4日発売[7]）、ISBN 4-06-336708-8
  7. 1998年4月6日初版発行（4月7日発売[8]）、ISBN 4-06-336731-2
  8. 1999年9月6日初版発行（9月3日発売[9]）、ISBN 4-06-336819-X
  9. 1999年10月6日初版発行（10月4日発売[10]）、ISBN 4-06-336826-2
  10. 2000年4月21日初版発行（4月19日発売[11]）、ISBN 4-06-336854-8

## 映画版
2003年8月30日公開。ウズベキスタンでの長期ロケ、迫力あふれるVFX、神田沙也加（当時は「SAYAKA」名義）の映画初出演などで話題となった。

### キャスト
- 青木テル：妻夫木聡
- 瀬戸アコ：SAYAKA
- 高橋ノブオ：山田孝之
- 仁村：藤木直人
- 岩田：近藤芳正
- 由里子：奥貫薫
- 松尾：根津甚八
- 安藤：寺田農
- 福島：谷津勲
- シュン：大川翔太
- ジュン：吉岡祥仁
- 佐伯：松重豊
- ミニラ：嶋田久作
- エイコ：角田幸恵
- シュンとジュンの母：藤井かほり

### スタッフ
- 監督：飯田譲治
- 製作プロデューサー：平野隆
- 製作総指揮：近藤邦勝
- 共同製作総指揮：濱名一哉、神野智
- 企画協力：源生哲雄、関純二、桂田剛司
- 協力プロデューサー：下田淳行
- 脚本：NAKA雅MURA、斉藤ひろし、飯田譲治
- 音楽：池頼広
- 音楽プロデューサー：百瀬慶一
- 主題歌：MISIA「心ひとつ」
- 撮影監督：林淳一郎
- 美術：丸尾知行
- 編集：大永昌弘
- 音響効果：柴崎憲治
- VFXディレクター：立石静（リンクスデジワークス）
- VFXプロデューサー：浅野秀二（リンクスデジワークス）
- 視覚効果デザイン：樋口真嗣
- 照明：豊見山明長
- 録音：井家眞紀夫
- 衣裳：江橋綾子
- アソシエイトプロデューサー：大岡大介
- ラインプロデューサー：鈴木嘉弘
- アシスタントプロデューサー：岡田有正、原公男
- 助監督：李相國
- 演技レッスンforSAYAKA：塩屋俊
- 操演：小林正巳（テイクワン）
- アクション監督：吉田浩之（U'DEN FLAME WORKS）
- カースタント：雨宮正信（スーパードライバーズ）
- 現像：IMAGICA
- 技術協力：映広
- MA：アオイスタジオ
- 特別協賛：ローソン
- ロケ協力：ウズベキスタン共和国、ウズベキスタン航空
- 制作協力：ツインズジャパン
- 配給：東宝
- 製作：TBSテレビ、電通、アミューズピクチャーズ、東宝、TOKYO FM、毎日新聞社、WOWOW、カルチュア・パブリッシャーズ、スポーツニッポン、ツインズジャパン

### 関連商品
ショウゲートより発売。
- VHSビデオ（2004年2月27日発売、ASVX-2420）
- DVD（2004年2月27日発売、ASBY-2418／廉価版 2006年6月23日発売、ASBY-3428）